# Manuel Oñorbe de Torre
Manuel Oñorbe de Torre (Madrid, 5 de abril de 1951 ibidem 11 de enero de 2017) fue un médico español dedicado a la Medicina Preventiva y a la Salud Pública, considerado como uno de los artífices de las primeras leyes antitabaco en España.

## Actividad profesional
Su actividad profesional se enmarcó en el ámbito de la Salud Pública y la Administración sanitaria:
- Licenciado en Medicina y Cirugía por la Facultad de Medicina de la Universidad Complutense de Madrid.
- Médico de la Sección de Epidemiología e Información Sanitaria de la Dirección General de Sanidad del Ministerio de la Gobernación (1975-1976).
- Facultativo jefe de la Sección de Epidemiología de la Jefatura Provincial de Sanidad de Guadalajara (1976-1978).
- Facultativo jefe de Sección al servicio de la Sanidad Nacional, especialidad Epidemiología (cuerpo de Epidemiólogos) por oposición libre en 1978 y jefe del Negociado de Epidemiología de las Enfermedades Profesionales del Servicio de Higiene Industrial del Ministerio de Sanidad y Seguridad Social en 1979.
- Subdirector General de Planificación Territorial del Ministerio de Sanidad y Consumo (1982-1983). Desde este puesto participó en la reforma de la Atención Primaria española.
- Jefe del Servicio de Promoción de la Salud en la Dirección General de Salud Pública del Ministerio de Sanidad y Consumo en 1984.
- Director general de Salud Pública y Participación de la Consejería de Salud de la Junta de Comunidades de Castilla - La Mancha (2000-2002).
- Director general de Salud Pública del Ministerio de Sanidad y Consumo (2004-2008). 
  - Desde este puesto impulsó la coordinación de las comunidades autónomas en la Comisión de Salud Pública del Consejo Interterritorial del Sistema Nacional de Salud.
  - Contribuyó significativamente a la preparación y actualización de programas y planes de salud, como el de prevención de los efectos de las altas temperaturas en 2004, el Plan Nacional de Preparación y Respuesta ante una Pandemia de Gripe en 2005,[5] la lucha contra el sida, o la prevención de los accidentes de tráfico, colaborando con otros ministerios (Interior, Medio Ambiente, Educación, etc.), con las CC. AA., así como con asociaciones y agentes sociales.
- Miembro de la delegación española en la Asamblea Mundial de la OMS de 2005, donde se aprobó la modificación del Reglamento Sanitario Internacional.[6]

## Leyes antitabaco en España
Manuel Oñorbe de Torre es considerado como uno de los principales impulsores de las primeras leyes antitabaco en España.,
Desde la Dirección General de Salud Pública del Ministerio de Sanidad, Servicios Sociales e Igualdad impulsó la Ley 28/2005, de 26 de diciembre, de medidas sanitarias frente al tabaquismo y reguladora de la venta, el suministro, el consumo y la publicidad de los productos del tabaco.
Posteriormente, también impulsó la corrección y ampliación de dicha normativa legal, con la Ley 42/2010, de 30 de diciembre, por la que se modifica la Ley 28/2005, de 26
de diciembre, de medidas sanitarias frente al tabaquismo y reguladora de la venta, el suministro, el consumo y la publicidad de los productos del tabaco.

## Otras actividades
Impulsor/fundador de publicaciones y sociedades científicas, como:
- Sociedad Española de Epidemiología (SEE).
- Sociedad Española de Salud Pública y Administración Sanitaria (SESPAS).
- Asociación Madrileña de Salud Pública (AMASAP).
- Revista de Administración Sanitaria.
- Revista Pediatría de Atención Primaria.[11]
- Asociación Madrileña de Administración Sanitaria (AMAS).

## Publicaciones
Autor de numerosas publicaciones en al ámbito de la salud pública y la administración sanitaria. Entre ellas:
- Fernando Lamata, Manuel Oñorbe. Crisis (esta crisis) y Salud (nuestra salud). Madrid, Bubok, 2014.[12]